# Veelhoeksgetalstelling van Fermat
De veelhoeksgetalstelling van Fermat stelt dat ieder positief geheel getal de som is van ten hoogste n n-hoeksgetallen. De stelling werd in 1638 door Pierre de Fermat gesteld, maar het bewijs dat hij zei te hebben is nooit gevonden.
Een voorbeeld in het geval van driehoeksgetallen zou zijn dat 17 = 10 + 6 + 1
Een bekend speciaal geval hiervan is de vier-kwadratenstelling van Lagrange, die zegt dat elk positief geheel getal kan worden geschreven als de som van vier kwadraten, bijvoorbeeld 7 = 4 + 1 + 1 + 1.
Joseph-Louis Lagrange bewees de naar hem vernoemde variant in 1770 en Carl Friedrich Gauss bewees het geval voor driehoeksgetallen in 1796, maar het bewijs voor de hele stelling werd uiteindelijk pas in 1813 gevonden door Augustin Louis Cauchy.